# Onthophagus gibbicollis
Onthophagus gibbicollis là một loài bọ cánh cứng trong họ Bọ hung (Scarabaeidae).